# Padang Haluan
Padang Haluan is een bestuurslaag in het regentschap Lampung Barat van de provincie Lampung, Indonesië. Padang Haluan telt 774 inwoners (volkstelling 2010).